# Lichenostigma
Lichenostigma Hafellner (lichenostigma) – rodzaj grzybów z rodziny Phaeococcomycetaceae. Niektóre gatunki zaliczane są do grupy grzybów naporostowych.

## Systematyka i nazewnictwo
Pozycja w klasyfikacji według Index Fungorum: Phaeococcomycetaceae, Lichenostigmatales, Arthoniomycetidae, Arthoniomycetes, Pezizomycotina, Ascomycota, Fungi.
Nazwa polska według W. Fałtynowicza.

## Gatunki
- Lichenostigma alpinum (R. Sant., Alstrup & D. Hawksw.) Ertz & Diederich 2014[4]
- Lichenostigma amplum Calat. & Hafellner 2004
- Lichenostigma anatolicum Halıcı & Kocakaya 2009
- Lichenostigma bolacinae Nav.-Ros., Calat. & Hafellner 2004
- Lichenostigma canariense Etayo & Van den Boom 2006
- Lichenostigma chlaroterae (F. Berger & Brackel) Ertz & Diederich 2014[4]
- Lichenostigma cosmopolites Hafellner & Calat. 1999[4]
- Lichenostigma dimelaenae Calat. & Hafellner 2004
- Lichenostigma diploiciae Calat., Nav.-Ros. & Hafellner 2002
- Lichenostigma elongatum Nav.-Ros. & Hafellner 1996 – lichenostigma dzbanusznikowa
- Lichenostigma epipolina Nav.-Ros., Calat. & Hafellner 2002
- Lichenostigma epirupestre Pérez-Ortega & Calat. 2009
- Lichenostigma episulphurellum Etayo & Van den Boom 2006
- Lichenostigma fellhanerae (R.C. Harris & Lendemer) Ertz & Diederich 2014[4]
- Lichenostigma gracile Calat., Nav.-Ros. & Hafellner 2002
- Lichenostigma heterodermiae S.Y. Kondr., L. Lőkös & J.S. Hur 2013[4]
- Lichenostigma hyalosporum Kalb & Hafellner 1995[4]
- Lichenostigma iranicum Valadb. 2011
- Lichenostigma lecanorae Calat. & Nav.-Ros. 2004
- Lichenostigma maureri Hafellner 1983
- Lichenostigma radicans Calat. & Barreno 2003
- Lichenostigma rouxii Nav.-Ros., Calat. & Hafellner 2002
- Lichenostigma rugosum G. Thor 1985
- Lichenostigma rupicolae Fern.-Brime & Nav.-Ros. 2010
- Lichenostigma saxicola K. Knudsen & Kocourk. 2010
- Lichenostigma semi-immersum Hafellner 1999[4]
- Lichenostigma subradians Hafellner, Calat. & Nav.-Ros. 2002
- Lichenostigma supertegentis Ihlen & R. Sant. 2004
- Lichenostigma svandae Vondrák & Šoun 2007
- Lichenostigma triseptatum Halıcı & D. Hawksw. 2007
- Lichenostigma verrucosum Valadb. 2011

Nazwy naukowe na podstawie Index Fungorum. Nazwy polskie według W. Fałtynowicza.